# 宮原三神宮
宮原三神宮（みやはらさんじんぐう、みやのはらさんじんぐう）は、熊本県八代郡氷川町にある神社である。旧社格は郷社。八代北部全域の守護神として尊崇されている。

## 由緒
1159年（平治元年）、二条天皇の勅命により、平重盛が越中前司平盛俊に命じて社殿の造営がはじまる。1161年（応保元年）、社殿が竣工。平盛俊の弟である平盛房を社司に任じ、勅使平重盛らと共に神輿を報じて神霊を勧請し創建された。伊勢神宮内宮（天照大神）、日吉大社（国常立命）、下鴨神社（神武天皇）の3神を祀ったので三宮社と称した。
1588年（天正16年）、キリシタン大名小西行長の焼討ちにより社殿が焼失した。1602年（慶長6年）、加藤清正公により復旧し、後の細川氏より手厚い保護を受ける。1661年（寛文元年）、神蔵寺をはじめ六坊が建立され、八代の妙見宮にならい宮原妙見社となる。
明治維新以降、神仏分離令により、神蔵寺を廃し、社号を宮原三神宮と改称し、郷社に列した。

## 年表
- 1159年（平治元年） - 二条天皇の勅命により社殿の造営がはじまる。
- 1161年（応保元年） - 社殿が完成し、伊勢神宮内宮、日吉大社、下鴨神社の神霊を勧請、創建。はじめは、三宮社といった。
- 1588年（天正16年） - キリシタン大名小西行長の焼討ちにより社殿が焼失。
- 1602年（慶長6年） - 加藤清正により、復旧する。
- 1624年（寛永元年）　- 以降、細川氏より手厚い保護を受ける。
- 1661年（寛文元年） - 神蔵寺をはじめ六坊が建立され、八代の妙見宮にならい宮原妙見社となる。
- 明治維新以降 - 神仏分離令により、神蔵寺を廃し、社号を宮原三神宮と改め、郷社に列する。[3]

## 御祭神
- 天照大神
- 国常立尊
- 神武天皇

## 境内社
- 八幡宮（祭神 - 応神天皇）

## 例祭日
- 秋季大祭 - 10月13日

獅子舞、神馬、神輿、神楽などが奉納される。